# BlackBerry World
BlackBerry World — онлайн-магазин мобільних застосунків, створений компанією Research In Motion (RIM) для власної лінійки пристроїв BlackBerry. Послуга являє собою середовище для огляду, завантаження та оновлення стороннього мобільного програмного забезпечення. Послуга надається через вебкаталог, а також мобільні застосунки BlackBerry World та BlackBerry Application Center.
Запуск магазину відбувся 1 квітня 2009 року. Станом на літо 2011 року каталог магазину налічує понад 20 тис. найменувань. Показник доходу із застосунку становить 9,166.67 $. Станом на 22 січня 2012 року магазин був доступний у 147 країнах світу, включно з Україною.

## Історія
21 жовтня 2008 року під час BlackBerry Developer Conference RIM оголосила про плани щодо створення власного магазину застосунків
Попередньою назвою магазину обрано BlackBerry Application Storefront, відкриття було призначене на березень 2009 року. Анонсована послуга представлена у вигляді вебкаталогу, а випуск мобільного клієнту відкладено до запуску першої версії магазину. Також було анонсовано окремий мобільний клієнт BlackBerry Application Center, який надає доступ до застосунків магазину, обраних оператором зв'язку. 19 січня 2009 року RIM розпочала прийняття застосунків від розробників.
4 березня 2009 року BlackBerry Application Storefront перейменовано на BlackBerry App World. Тоді ж анонсовані мінімальні вимоги присторїв BlackBerry для доступу до магазину, які включали наявність трекболу або сенсорного екрану, а також BlackBerry OS 4.2 та новішу. PayPal визначено єдиним способом оплати єдиним механізмом оплати застосунків. Мінімальна ціна застосунків у магазині була встановлена на рівні 2.99 $.
Офіційний запуск BlackBerry App World відбувся 1 квітня 2009 року під час заходу CTIA. На початку магазин був доступний лише англійською мовою у США, Великій Британії та Канаді. 31 липня 2009 відбувся реліз BlackBerry App World 1.1, який додає опцію архівації встановлених застосунків на карту пам'яті. Також оновлено локалізацію магазину, яка включає англійську, французьку, німецьку, італійську та іспанську. Доступ до магазину відкрито у США, Великій Британії, Канаді, Італії, Франції, Іспанії, Німеччині, Ірландії, Австрії, Люксембургу, Бельгії, Нідерландах, Португалії, Нормандських островах. Під час заходу Wireless Enterprise Symposium (WES) було анонсовано, що станом на квітень 2010 року показник завантажень застосунків сягнув 1 млн.
19 серпня 2010 року випущено BlackBerry App World 2.0. Разом із новою версією представлено систему BlackBerry ID, яка являє собою облікового запис, єдиний для настільного та мобільного клієнтів магазину. Також були представлені послуги прийому платежів із застосуванням кредитних карток та виставленням рахунку оператором. Додано можливість сканування QR-кодів для завантаження застосунків. 8 вересня 2010 року кількість найменувань у магазині сягнула 20 тис. 3 грудня 2010 року Research In Motion анонсувала досягнення позначки 2 мільйони завантажень застосунків щодня. 2 лютого 2011 року відбувся реліз BlackBerry App World 2.1, в якому введено механізм вбудованих покупок. Для цього розробникам надано інструмент Payment Service. 8 квітня 2011 року припинено роботу BlackBerry App World 1.1.
6 вересня 2011 року випущено BlackBerry App World 3.0. Оновлення доступне лише пристроям на базі BlackBerry OS версії 4.5 та новіших, але недоступне для BlackBerry PlayBook. 16 грудня 2011 року запущено BlackBerry App World 3.1. Основні нововведення — рейтингова система для застосунків, а також можливість дарувати застосунки.

### Віхи
| Дата            | Завантажень щодня | Завантажень станом на дату |
| --------------- | ----------------- | -------------------------- |
| 30 липня 2010   | 1,000,000         |                            |
| 27 вересня 2010 | 1,500,000         |                            |
| 14 лютого 2011  | 2,000,000         |                            |
| 22 травня 2011  | 3,000,000         |                            |
| 12 липня 2011   | 3,000,000         | 1,000,000,000              |

## Магазин
Основними шляхами доступу до магазину є вебкаталог BlackBerry World та однойменний мобільний клієнт.
Для доступу до магазину необхідне виконання наступних вимог: BlackBerry OS 4.5 (для BlackBerry App World 2.1) та 5.0+ (для BlackBerry App World 3.1), також підтримується BlackBerry Tablet OS. Підтримуються пристрої із трекпадом, трекболом або сенсорним екраном. Користувач має використовувати тарифний план із передбаченим доступом до BlackBerry Browser (доступ лише із використанням Wi-Fi не дозволений). Окрім цього, необхідно бути резидентом країни, у якій доступний магазин. Неактуальні нині версії BlackBerry App World 1.x підтримувалися лише пристроями із трекболом або сенсорним екраном та BlackBerry OS версій від 4.2 до 4.7. Починаючи із пристрою BlackBerry 9800 Torch, мобільний клієнт поставляється попередньо встановленим.

### BlackBerry Application Center
На відміну від мобільного клієнта BlackBerry App World, BlackBerry Application Center надає доступ лише до застосунків, дозволених оператором зв'язку. Цей клієнт звичайно є попередньо встановленим на пристрої. При встановленні на пристрій клієнта BlackBerry App World, клієнт BlackBerry Application Center не замінюється.

## Сторонні застосунки
У магазині представлені як безкоштовні, так і платні застосунки, при цьому ціна останніх починаючи з дати релізу BlackBerry App World 2.0 коливається в межах від 0,99 до 999,99 $. Раніше мінімальна ціна становила 2,99 $. Оплата застосунків відбувається принаймні одним із перелічених способів: PayPal, кредитна картка, виставлення рахунку оператором зв'язку.
Установка завантажених із магазину застосунків та їх запуск із карт пам'яті, а також перенесення між пристроями не підтримується. При видалені зі смартфону всіх даних, якщо на екрані вікна Мій Світ (My World) немає раніше придбаних застосунків або якщо при спробі оновлення придбаного застосунка виникає помилка, при оновленні програмного забезпечення пристрою або його зміні, придбані найменування можуть бути перевстановлені із використанням каталогу BlackBerry App World без додаткової оплати. Безкоштовні або випробні версії стороннього ПЗ вимагають окремого перевстановлення.

### Публікація
Реєстрація у системі та подання застосунків на публікацію у магазині для розробників наразі є безкоштовними.

### Розподіл доходів
Дохід із застосунку, придбаного через BlackBerry App World або BlackBerry Application Center, розподіляється у співвідношенні 80 до 20. 80% отримує розробник, а 20% RIM або оператор зв'язку. До випуску BlackBerry App World 2.0 співвідношення становило 70 до 30.

### Архівація
На деяких моделях пристроїв застосунки дозволено архівувати на карту пам'яті MicroSD чи eMMC. Застосунки можуть лише зберігатися архівованими на карті пам'яті, але їх запуск з карти не дозволено.

### Обмеження
Виробники стороннього програмного забезпечення можуть обмежувати його доступність для користувачів BlackBerry App World за такими критеріями як модель пристрою BlackBerry, версія програмного забезпечення (операційної системи) пристрою, оператор зв'язку, країна резидента, мова. Якщо придбаний застосунок, присутній на екрані вікна Мій світ (My World), несумісний із новим смартфоном BlackBerry, користувач має придбати нову версію застосунку від виробника, якщо вона доступна.

## BlackBerry World в Україні
Українські користувачі (станом на 2012 рік доступ до послуг BlackBerry в Україні надає лише оператор «МТС Україна») отримали доступ до магазину 12 грудня 2011 року. Для завантаження доступні як безкоштовні, так і платні найменування. Оплата здійснюється за допомогою платіжної банківської картки або із використанням платіжної системи PayPal.

## Виноски
1. 1 2  Ginny Mies (1 квітня 2009). BlackBerry App World open for bousiness. Macworld / PCWorld. Mac Publishing, LLC. Архів оригіналу за 20 липня 2013. Процитовано 25 січня 2012.(англ.)
2. 1 2  Юрий Стрельченко (6 вересня 2011). BlackBerry App World 3.0: встречайте. Информационно-аналитическое агентство Сотовик (ua.sotovik.ru). ООО "Сотовик". Архів оригіналу за 21 липня 2013. Процитовано 25 січня 2012. [Архівовано 2013-07-06 у Archive.is](рос.)
3. ↑  Eric Zeman (28 лютого 2011). BlackBerry App World Generates Highest Revenue Per App. Bacon On The Go (bacononthego.com). Jeff Bacon. Архів оригіналу за 22 березня 2011. Процитовано 25 січня 2012. [Архівовано 2011-03-22 у Wayback Machine.](англ.)
4. ↑  BlackBerry App World Availability. www.blackberry.com. Research In Motion Limited. Архів оригіналу за 20 липня 2013. Процитовано 25 січня 2012.(англ.)
5. 1 2  Магазин додатків BlackBerry App World відкрився для українських абонентів МТС (Пресреліз). ПрАТ «МТС Україна». 12 грудня 2011. Процитовано 25 січня 2012.[недоступне посилання]
6. ↑  Marin Perez (21 жовтня 2008). RIM Announces BlackBerry App Store. InformationWeek (www.informationweek.com). UBM TechWeb / UBM LLC. Архів оригіналу за 20 липня 2013. Процитовано 25 січня 2012.(англ.)
7. 1 2 3  RIM готовит BlackBerry Application Storefront. Информационно-аналитическое агентство Сотовик (ua.sotovik.ru) / HPC.ru. ООО "Сотовик". 23 жовтня 2008. Архів оригіналу за 21 липня 2013. Процитовано 25 січня 2012. [Архівовано 2013-07-06 у Archive.is](рос.)
8. 1 2 3  Jessica Dolcourt (21 жовтня 2008). More BlackBerry app store details emerge. CNET News. CBS Interactive Inc. Архів оригіналу за 21 липня 2013. Процитовано 25 січня 2012.(англ.)
9. 1 2  Bonnie Cha (4 березня 2009). RIM store crowned BlackBerry App World. CNET News / Crave. CBS Interactive. Архів оригіналу за 20 липня 2013. Процитовано 25 січня 2012.(англ.)
10. ↑  David Meyer (21 січня 2009). BlackBerry app store open for submissions. CNET News. CBS Interactive Inc. Архів оригіналу за 20 липня 2013. Процитовано 25 січня 2012. Submissions for applications opened on Monday(англ.)
11. ↑  Matthew Miller (4 березня 2009). BlackBerry App World announced by RIM, PayPal required. ZDNet (www.zdnet.com). CBS Interactive Inc. Архів оригіналу за 20 липня 2013. Процитовано 25 січня 2009.(англ.)
12. 1 2 3 4  Юрий Стрельченко (8 вересня 2010). RIM BlackBerry App World: 10 тыс. приложений. Информационно-аналитическое агентство Сотовик (ua.sotovik.ru). ООО "Сотовик". Архів оригіналу за 20 липня 2013. Процитовано 25 січня 2012. [Архівовано 2016-03-04 у Wayback Machine.](рос.)
13. 1 2 3 4  Роман Кацюба (7 березня 2009). Минимальная цена в BlackBerry App World – 2.99$. Content-Review.com. ООО «Контент-Ревью ком». Архів оригіналу за 20 липня 2013. Процитовано 25 січня 2012.(рос.)
14. 1 2 3  BlackBerry App World FAQ. Research In Motion Limited. Архів оригіналу за 20 липня 2013. Процитовано 25 січня 2012.(англ.)
15. ↑  Jessica Dolcourt (31 липня 2009). BlackBerry App World 1.1 now archives apps. CNET (cnet.com). CBS Interactive Inc. Архів оригіналу за 20 липня 2013. Процитовано 25 січня 2012. [Архівовано 2009-08-05 у Wayback Machine.](англ.)
16. ↑  Stuart O'Brien (27 квітня 2010). BlackBerry App World generating 1m downloads a day. Mobile Entertainment. Intent Media Limited. Архів оригіналу за 20 липня 2013. Процитовано 25 січня 2012.(англ.)
17. 1 2 3  Nancy Gohring (20 серпня 2010). BlackBerry App World now open to all users. ComputerworldUK.com / IDG News Service. IDG Inc. Архів оригіналу за 20 липня 2013. Процитовано 25 січня 2011.(англ.)
18. 1 2 3  Paul Miller (20 серпня 2010). BlackBerry App World 2.0 leaves beta, includes cheaper apps and new payment options. Engadget. AOL Inc. Архів оригіналу за 21 липня 2013. Процитовано 25 січня 2012.(англ.)
19. ↑  BlackBerry App World hits 2M daily app downloads. Mobile Business Briefing. GSM Association. 3 грудня 2010. Архів оригіналу за 21 липня 2013. Процитовано 25 січня 2011. [Архівовано 2013-07-23 у Wayback Machine.](англ.)
20. ↑  Jason Cipriani (2 лютого 2011). BlackBerry App World 2.1 now available for download, brings in-app purchasing. Dennis Publishing Ltd. Архів оригіналу за 21 липня 2013. Процитовано 25 січня 2012. [Архівовано 2012-02-03 у Wayback Machine.](англ.)
21. ↑  Юрий Стрельченко (3 лютого 2011). BlackBerry App World 2.1: внутрипрограммные платежи. Информационно-аналитическое агентство Сотовик (ua.sotovik.ru). ООО "Сотовик". Архів оригіналу за 21 липня 2013. Процитовано 25 січня 2011. [Архівовано 2019-11-26 у Wayback Machine.](рос.)
22. ↑  Todd Ogasawara (11 квітня 2011). Upgrade to BlackBerry App World 2.1. V1.1 Stopped Working Last Friday. SocialTimes (SocialTimes.com). WebMediaBrands Inc. Архів оригіналу за 21 липня 2013. Процитовано 25 січня 2012.(англ.)
23. ↑  Naeem Shaikh (16 грудня 2011). RIM releases BlackBerry App World 3.1. Bgr.in. India Webportal Private Limited. Архів оригіналу за 21 липня 2013. Процитовано 25 січня 2012.(англ.)
24. ↑  Jeff Blagdon (19 грудня 2011). RIM BlackBerry App World 3.1 update adds 'Request Gift'. The Verge. Vox Media, Inc. Архів оригіналу за 21 липня 2013. Процитовано 25 січня 2011.(англ.)
25. 1 2 3 4 5  Ronen Halevy (23 березня 2011). BlackBerry App World Doubles Downloads in 6 Months. BerryReview (www.berryreview.com). BerryReview LLC. Архів оригіналу за 21 липня 2013. Процитовано 25 січня 2012.(англ.)
26. 1 2  Download BlackBerry App World. us.blackberry.com. Research In Motion Limited. 2012. Архів оригіналу за 21 липня 2013. Процитовано 25 січня 2012.(англ.)
27. 1 2 3 4 5  BlackBerry App World Storefront - Frequently Asked Questions (PDF). Research In Motion Limited. 2009. с. 1 — 12 із 12. Архів оригіналу (PDF) за 21 липня 2013. Процитовано 25 січня 2011.(англ.)
28. ↑  Dante Sarigumba; Robert Kao (2009 р.). лінк=. Blackberry Bold for Dummies (PDF) (англ.) . John Wiley & Sons, Inc. с. 16. ISBN 978-0-470-52540-1. Архів оригіналу (PDF) за 16 лютого 2010. Процитовано 25 січня 2012. {{cite book}}: Cite має пусті невідомі параметри: |пубрік=, |посилання=, |глава=, |авторлінк= та |пубдата= (довідка); Проігноровано невідомий параметр |пубмісяць= (довідка)(Перевірено 25 січня 2012)
29. ↑  KB17625-How to install or transfer previously purchased applications from BlackBerry App World to a BlackBerry smartphone. BlackBerry Knowledge Base. Research In Motion Limited. 24 листопада 2011. Архів оригіналу за 21 липня 2013. Процитовано 25 січня 2012.(англ.)
30. ↑  BlackBerry App World Vendor Support. Research In Motion Limited. Архів оригіналу за 21 липня 2013. Процитовано 25 січня 2012.(англ.)
31. ↑  New Features of BlackBerry App World 1.1. Research In Motion Limited. Архів оригіналу за 21 липня 2013. Процитовано 25 січня 2012.(англ.)
32. ↑  Максим Саваневський (12 грудня 2011). Магазин додатків BlackBerry App World відкрився для українських абонентів МТС. Watcher (Watcher.com.ua). Архів оригіналу за 21 липня 2013. Процитовано 25 січня 2012.